# فرودگاه گرنده کش
فرودگاه گرنده کش (به انگلیسی: Grande Cache Airport) یک فرودگاه همگانی با کد یاتا YGC است که یک باند فرود آسفالت دارد و طول باند آن ۱٬۵۲۵ متر است. این فرودگاه در کشور کانادا قرار دارد و در ارتفاع ۱٬۲۵۳ متری از سطح دریا واقع شده‌است.